# Donald Kaberry
Donald Kaberry, baron Kaberry d'Adel, (18 août 1907 - 13 mars 1991), titré baronnet, de 1960 à 1983, est un homme politique du Parti conservateur du Royaume-Uni.

## Biographie
Fils d'Abraham Kaberry Donald Kaberry fait ses études à la Leeds Grammar School et devient avocat (associé chez Ford et Warren, Leeds) et administrateur de société, devenant président de WH Baxter Ltd et E. Walker & Co Ltd. Il est conseiller au conseil municipal de Leeds de 1930 à 1950, à l'exception de sa période de service militaire pendant la Seconde Guerre mondiale. Il est finalement nommé conseiller municipal honoraire du conseil municipal. Il sert également à partir de 1974 en tant qu'administrateur spécial des hôpitaux universitaires de Leeds et, en 1976, est nommé lieutenant-adjoint du comté métropolitain de Yorkshire de l'Ouest.
Kaberry s'enrôle dans l'Artillerie royale et commande une batterie à Dunkerque, recevant une mention dans les dépêches. Après la guerre, il est, en tant que lieutenant-colonel, président du conseil d'administration militaire à Hambourg. En 1947, il reçoit la Décoration Territoriale (TD).
Kaberry est député de Leeds North West de 1950 à 1983. Il est membre du panel du Président de la Chambre des communes et whip adjoint du gouvernement de 1952 à 1955 et secrétaire parlementaire à la Chambre de commerce en 1955. Il est vice-président de l'organisation du Parti conservateur de 1955 à 1961 et président de l'Association des clubs conservateurs en 1961.
Il est créé baronnet, d'Adel cum Eccup dans la ville de Leeds, en 1960, et à sa retraite de la Chambre des communes en 1983, il est fait pair à vie en tant que baron Kaberry d'Adel, d'Adel dans la ville de Leeds.
Kaberry épouse en 1940 Lily, fille d'Edmund Scott de Morley, West Yorkshire, dont il a trois fils.
Il est blessé dans l'attentat à la bombe de l'IRA contre le Carlton Club de Londres en juin 1990 et est décédé en mars 1991, à l'âge de 83 ans. Il est remplacé comme baronnet par son fils Christopher.
Il apparaît comme un personnage dans The Long Walk to Finchley, sur le début de carrière de Margaret Thatcher – il est interprété par Oliver Ford Davies.